# بصیرت
بصیرت (انگلیسی: Insight)، بصیرت، یک بینش عقلانی است که حقایق و باطن اشیاء را استقصاء می‌کند و شهودی است که معقولات را درمی‌یابد.

## ادراکحقیقت
بصیرت به معنی دانائی و هوشیاری است، نسبت بصیرت به نفس مثل نسبت بصر به چشم است. حتی بصیرت به معنی بذل توجه به چیزی و دقت در آن و تأمل در مورد آن است.
شخص بصیر به معنی دانشمندی است که ظاهر و باطن اشیاء را بی‌کم و کاست می‌شناسد. تبصّر و استبصار به معنی تأمل کردن و آگاه شدن و بصیرت داشتن است. این معانی همه پیوسته به فعل بصر است که عبارت است از عمل احساس توسط چشم. معنی این اصطلاح را تغییر داده‌اند و از حس ظاهر به حس باطن منتقل کرده‌اند که به معنی ادراک چیزی و احاطه به حقیقت آن است، نه صرفاً به معنی دیدن چیزی.

## نور بصیرت‏
مشاهده  ربوبی با نور بصیرت‏، یعنی رؤیت حق درحالی که به صفات خویش موصوف است با عین آن صفتش. پس بنده او را تنها به چشم یقین می‌بیند، زیرا رؤیت حقیقی خداوند ممکن نیست.